# Antonio Bohorques Villalón

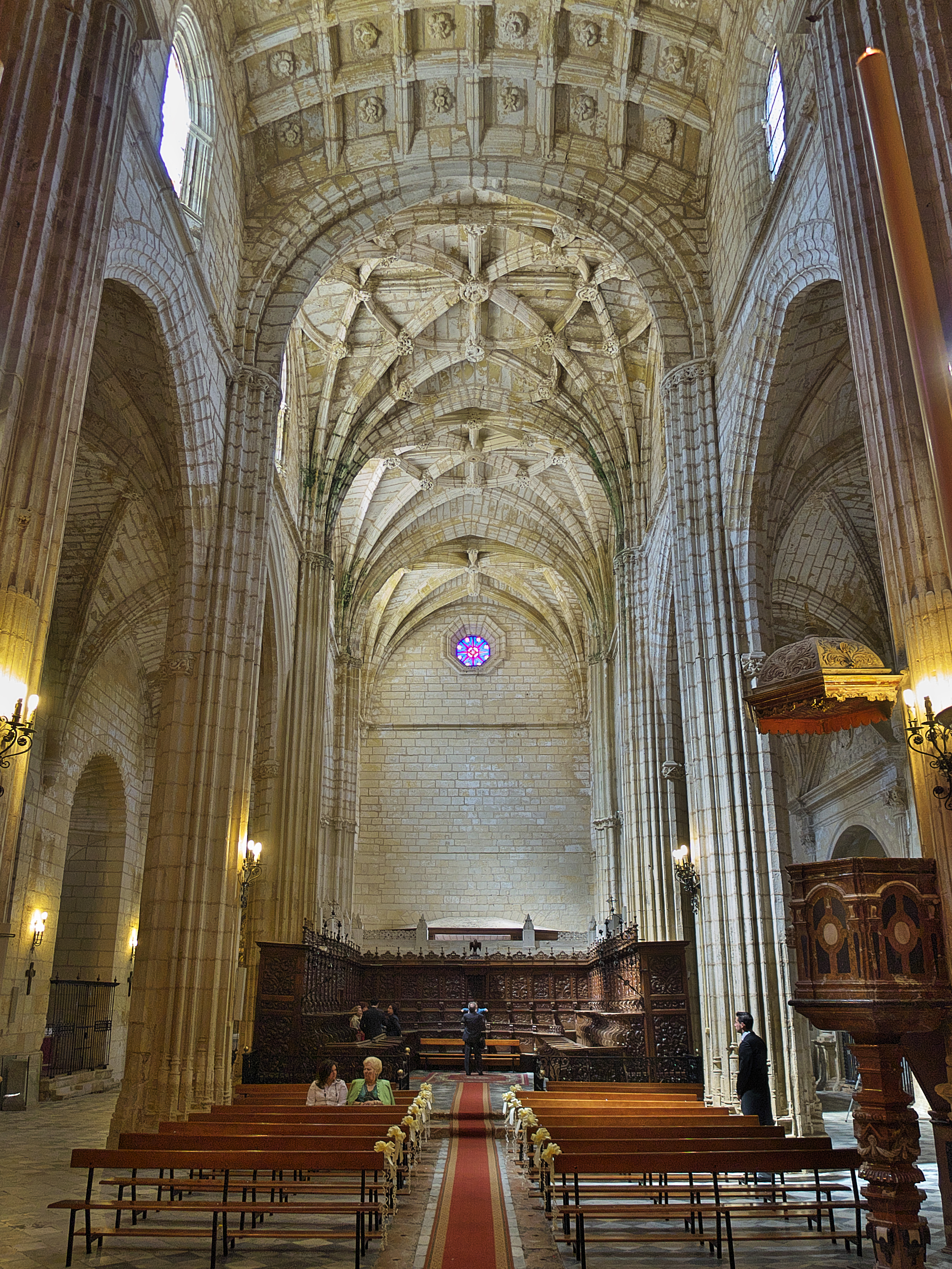
Iglesia de San Miguel Arcángel, Morón de la Frontera. Bóvedas

Antonio Bohorques Villalón (Morón de la Frontera, 1595-1664) fue un abogado e historiador de Morón en el siglo XVII.

## Biografía
Antonio Bohorques Villalón de Auñón, hijo de Francisco Bohorques Villalón (1575-1643), capitán de infantería del rey, y de Juana de Auñón y Parejo, fue bautizado el 9 de noviembre de 1595 en la iglesia de San Miguel de Morón de la Frontera. 
En 1616 obtuvo el título de bachiller en Cánones por la Universidad de Salamanca. Al optar a una beca de jurista en el Colegio Mayor de Santa María de Jesús de la Universidad de Sevilla, un vecino de Morón le atribuyó un antepasado converso en tiempo de los Reyes Católicos, por lo que Antonio Bohorques hizo imprimir contra él un librito En la pretensión del Colegio. Trátase de calificar a Ioan de Espinar. Finalmente logró la beca en 1624, sin que fuera un obstáculo su renta familiar, mucho mayor de lo que declaraba. 
En la Universidad de Sevilla alcanzó los títulos de licenciado en 1628 y de doctor en 1630, y leyó dos cátedras durante seis años, entre otras funciones. Fue abogado de presos de la Inquisición de Sevilla, y en Granada llevó con éxito otras causas. 
Desde 1628 mantuvo correspondencia con Rodrigo Caro sobre el origen del nombre de Morón y su fundación, al tiempo que recopilaba datos históricos mientras seguía la huella de sus antepasados ilustres en la guerra contra los moros y al servicio del rey para las ejecutorias de nobleza de su padre y la suya propia, que ganó en Granada en 1629 y 1631. En torno a 1633 ya redactaba los Anales de Morón; en 1634 envió a Adán Centurión, III Marqués de Estepa, la transcripción de un epitafio árabe hallado en el cementerio islámico de Morón para que se lo tradujera, y siguió completando su obra hasta 1642. 
Casó con la rica jerezana Francisca Juana Núñez de Villavicencio, de quien tuvo primero a Francisco en 1632, y luego al menos a Jerónimo, Antonio, y Fabiana. En 1639 fue nombrado corregidor de Osuna. Además del mayorazgo que fundó en Morón, en 1643 heredó otros dos mayorazgos y el título de patrono y fundador del convento de Santa Clara. Testó en Morón el 25 de octubre de 1663, y falleció el año siguiente.

## Anales de Morón

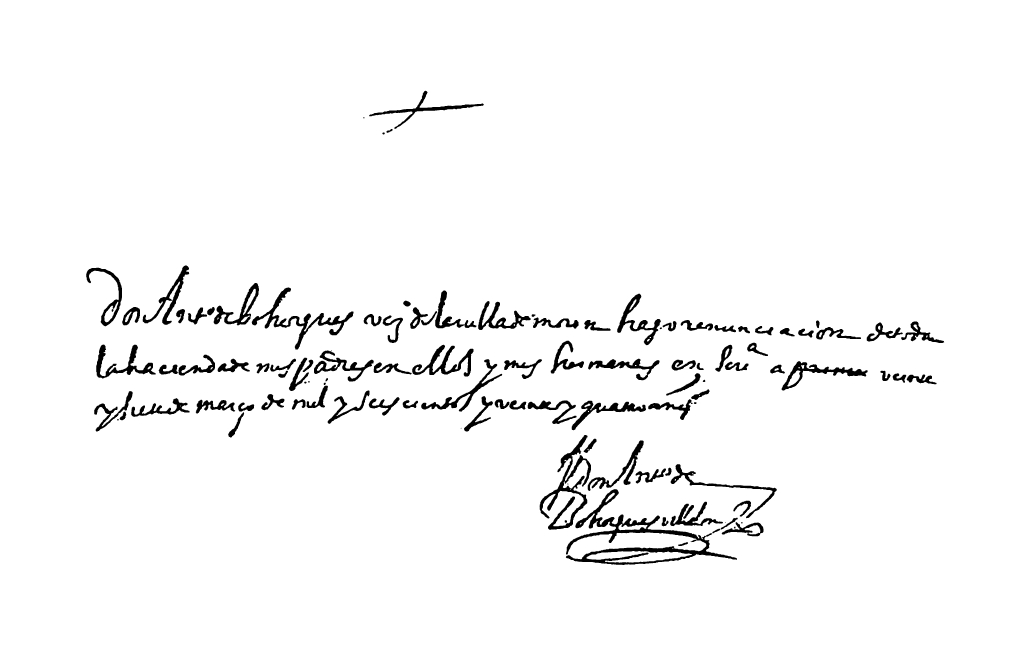
Autógrafo de Antonio Bohorques

Los Anales de Morón de Bohorques se enmarcan en la historiografía renacentista basada en la Historia de Roma de Tito Livio, de la que se conservaban 35 libros, que es también el número de los capítulos de los Anales de Bohorques, quien igualmente se centra en la historia de una ciudad desde su origen hasta el presente, elogiando a sus héroes y antiguas costumbres, y admitiendo la presencia de prodigios. En el capítulo sexto adopta el género de los anales, refiriendo año por año noticias tomadas de documentos y crónicas de los siglos XIII y XIV, y desde 1401 de las Actas de Cabildo. En el tratado también es fácil apreciar la influencia de los catorce progymnasmata o ejercicios preparatorios de Oratoria practicados en la escuela, que hacen su obra más variada y amena.
Bohorques utilizó más de ciento veinticinco obras de historiadores, geógrafos, juristas, gramáticos, poetas y filósofos de todas las épocas; romances y coplas, testimonios oculares, fuentes epigráficas, numismáticas y arqueológicas, de archivos públicos y privados, escritas en castellano, latín, griego, árabe y hebreo. 
A lo largo de la obra se suceden relatos de batallas, biografías de santos y nobles, descripciones de edificios diversos y de paisajes naturales, cartas, comentarios políticos sobre la normativa electoral, sobre los pleitos que mantenían los vecinos con los duques de Osuna y con el Concejo de La Mesta, o sobre la responsabilidad social de la Iglesia. También incluye dibujos de inscripciones, estatuas, escudos y otros objetos.
Al tratar del origen del nombre de Morón, refutó con acierto la localización de Arunci en Morón que habían divulgado algunos eruditos del siglo XVI al confundir Morón con Mora, localidad portuguesa próxima a Aroche en la sierra de Huelva, que corresponde a Arunci. También explicó la verdadera razón de ser del caballo de su escudo, “porque en la lengua antigua castellana la palabra morón significa caballo, como consta de un romance antiguo que dice así: ‘Para vós tengo una mula, / para mí tengo un morón’. Y de otro, en que maldiciendo una mujer a su marido ausente, dice así: ‘A la pasada de un vado / se le ahogue su morón’. Y Lope de Vega, en la comedia de La locura por la honra, refiriendo este romance, en lugar de morón dice caballo. Y como la ciudad de León pinta por armas un león por la semejanza del nombre, parece hizo lo mismo Morón pintando un caballo.”